# Kisha Ford
Kisha Angeline Ford (Baltimora, 4 aprile 1975) è un'ex cestista e allenatrice di pallacanestro statunitense, professionista nella WNBA.

## Carriera
È stata selezionata dalle New York Liberty al quarto giro del Draft WNBA 1997 (27ª scelta assoluta).